# Luisa Sanfelice (film)
Luisa Sanfelice è un film italiano del 1942 diretto da Leo Menardi, tratto dal romanzo La Sanfelice di Alexandre Dumas padre, in cui viene descritta la figura storica di Luisa Sanfelice.
Il film fu sceneggiato dallo stesso regista assieme a Luigi Chiarelli, Gherardo Gherardi, Franco Riganti e Vittorio Mussolini, quest'ultimo accreditato con lo pseudonimo Tito Silvio Mursino.

## Distribuzione
Il film venne distribuito nel circuito cinematografico italiano il 19 settembre del 1942.

## Opere correlate
Dallo stesso romanzo in Italia sono state tratte in seguito due trasposizioni televisive: nel 1966 lo sceneggiato televisivo omonimo diretto da Leonardo Cortese con Lydia Alfonsi e Giulio Bosetti e nel 2004 l'omonima miniserie televisiva diretta dai fratelli Taviani con Laetitia Casta e Adriano Giannini nei ruoli principali.